# Tolima megye
Tolima Kolumbia egyik megyéje. Az ország középpontjától kissé nyugatra terül el. Székhelye Ibagué.

## Földrajz
Az ország középső részén, a középponttól kissé nyugatra elterülő megye északon Caldas, keleten Cundinamarca, délen Huila, délnyugaton Cauca, nyugaton pedig Valle del Cauca, Quindío és Risaralda megyékkel határos. Középső részén egy nagyjából észak–déli irányú völgy található, annak két oldalán az Andok hegyláncai húzódnak.

## Gazdaság
Legfontosabb termesztett növényei a banán, a mangó, a kávé, a rizs, a kukorica, a cukornád és az avokádó, de jelentős még az arracacha nevű gyökérzöldség termesztése is, amiből az országos mennyiség több mint felét adja a megye. A legfontosabb tenyésztett állatok a szarvasmarha és a kacsa. Az ipar árbevételének legnagyobb részét a malomipar, a kőolajfinomítás és a bányászat adja.

## Népesség
Ahogy egész Kolumbiában, a népesség növekedése Tolima megyében is gyors, ezt szemlélteti az alábbi táblázat:
| Év             | Lakosság  |
| -------------- | --------- |
| 1985           | 1 142 220 |
| 1993           | 1 150 080 |
| 2005           | 1 365 342 |
| 2012 (becsült) | 1 400 140 |